# Schefflera poilaneana
Schefflera poilaneana är en araliaväxtart som beskrevs av Chih Bei Shang. Schefflera poilaneana ingår i släktet Schefflera och familjen araliaväxter.
Artens utbredningsområde är Vietnam. Inga underarter finns listade.